# لو رينالدي
لو رينالدي هو سياسي كندي، ولد في 1947 في باتريكا في إيطاليا. نشط حزبياً في الحزب الليبرالي في أونتاريو ‏. وقد انتخب عضو برلمان مقاطعة أونتاريو.